# Boulton Peak
Der Boulton Peak ist ein 1250 m hoher Berg an der Davis-Küste des Grahamlands auf der Antarktischen Halbinsel. Er ragt 8 km südlich des Kap Andreas an der Südostseite der Curtiss Bay auf.
Kartiert wurde er anhand von Luftaufnahmen, die die Hunting Aerosurveys Ltd. zwischen 1955 und 1957 erstellte. Das UK Antarctic Place-Names Committee benannte den Berg am 23. September 1960 nach dem britischen Erfinder Matthew Piers Watt Boulton (1820–1894), der 1868 das Querruder für die Flugsteuerung entwickelt hatte.